# Miss Univers 2014
Miss Univers 2014, 63e élection de Miss Univers, s'est déroulée le 25 janvier 2015 à Doral, aux États-Unis. La gagnante est la Colombienne Paulina Vega Dieppa, qui succède à la Vénézuélienne María Gabriela Isler, Miss Univers 2013.
C'est la 16e fois que cette élection se tient en Floride, et la 37e fois aux États-Unis.
La cérémonie est diffusée sur NBC aux États-Unis.

## Classement final
| Résultat final    | Candidate |
| ----------------- | --- |
| Miss Univers 2014 | - Colombie – Paulina Vega |
| 1re dauphine      | - États-Unis – Nia Sanchez |
| 2e dauphine       | - Ukraine – Diana Harkusha |
| 3e dauphine       | - Pays-Bas – Yasmin Verheijen |
| 4e dauphine       | - Jamaïque – Kaci Fenell |
| Top 10            | - Espagne – Desire Cordero Ferrer - Australie – Tegan Martin - Argentine – Valentina Ferrer - Philippines – Mary Jean Lastimosa - Venezuela – Migbelis Lynette Castellanos |
| Top 15            | - France – Camille Cerf - Inde – Noyonita Lodh - Indonésie – Elvira Devinamira Wirayanti - Brésil – Melissa Gurgel - Italie – Valentina Bonariva                           |

## Résultat
| Pays        | Maillot de bain | Robe de soirée | Interview/final look |
| ----------- | --------------- | -------------- | -------------------- |
| Colombie    | 9.512 (2)       | 9.669 (1)      | 9.100                |
| États-Unis  | 9.275 (4)       | 9.333 (4)      | 9.056                |
| Ukraine     | 9.200(5)        | 9.559 (3)      | 9.013                |
| Pays-Bas    | 9.003 (6)       | 9.101 (5)      | 8.789                |
| Jamaïque    | 9.562 (1)       | 9.649 (2)      | 8.400                |
| Espagne     | 9.345 (3)       | 9.012 (6)      |                      |
| Australie   | 8.915 (7)       | 8.440 (7)      |                      |
| Argentine   | 8.476 (8)       | 8.190 (8)      |                      |
| Philippines | 8.423 (9)       | 7.410 (9)      |                      |
| Venezuela   | 8.407 (10)      | 7.350 (10)     |                      |
| France      | 8.394 (11)      |                |                      |
| Inde        | 8.105 (12)      |                |                      |
| Indonésie   | 7.653 (13)      |                |                      |
| Brésil      | 7.103 (14)      |                |                      |
| Italie      | 6. 677 (15)     |                |                      |

## Préparation
Les 88 Miss se sont préparées pendant près de trois semaines en Floride.

## Candidates

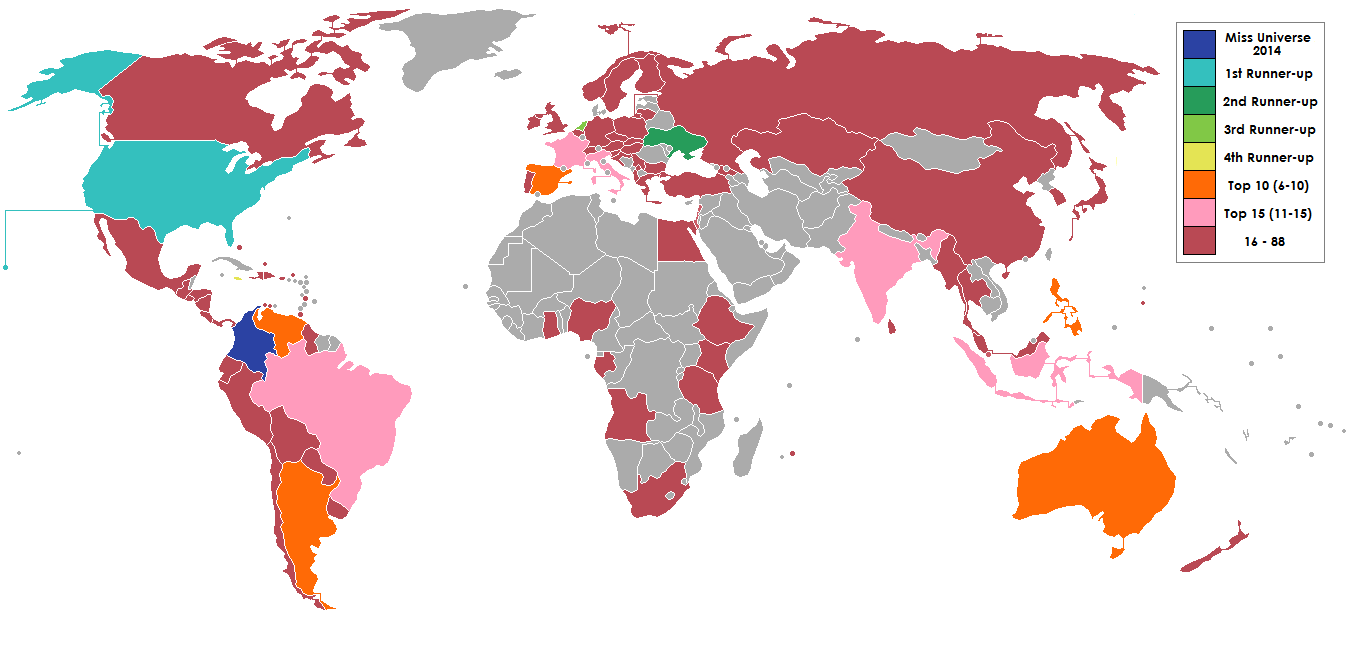
Carte des pays participants à Miss Univers 2014.

88 candidates concourent pour Miss Univers 2014, soit 2 de plus qu'en 2013.
| Pays/Territoire                | Candidate                                   | Âge    | Domicile          |
| ------------------------------ | ------------------------------------------- | ------ | ----------------- |
| Miss Afrique du Sud            | Ziphozakhe Zokufa                           | 22 ans | Bloemfontein      |
| Miss Albanie                   | Kristina Bakiu (en)                         | 19 ans | Tirana            |
| Miss Allemagne                 | Josefin Donat (en)                          | 20 ans | Leipzig           |
| Miss Angola                    | Zuleica Marilha Dos Santos Wilson           | 20 ans | Cabinda           |
| Miss Argentine                 | Valentina Ferrer (en)                       | 23 ans | Cordoba           |
| Miss Aruba                     | Digene Zimmerman (en)                       | 20 ans | Oranjestad        |
| Miss Australie                 | Tegan Martin (en)                           | 21 ans | Newcastle         |
| Miss Autriche                  | Julia Furdea                                | 20 ans | Linz              |
| Miss Bahamas                   | Tomacina Culmer (en)                        | 22 ans | Grand Bahama      |
| Miss Belgique                  | Anissa Blondin                              | 22 ans | Bruxelles         |
| Miss Birmanie                  | Sharr Htut Eaindra (en)                     | 20 ans | Rangoun           |
| Miss Bolivie                   | Claudia Tavel Antelo (en)                   | 24 ans | Santa Cruz        |
| Miss Brésil                    | Melissa Gurgel (en)                         | 20 ans | Ceará             |
| Miss Bulgarie                  | Kristina Georgieva (en)                     | 22 ans | Sofia             |
| Miss Canada                    | Chanel Beckenlehner (en)                    | 26 ans | Caledon           |
| Miss Chili                     | Hellen Toncio                               | 20 ans | Rancagua          |
| Miss Chine                     | Karen Hu (en)                               | 24 ans | Pékin             |
| Miss Colombie                  | Paulina Vega                                | 20 ans | Barranquilla      |
| Miss Corée du Sud              | Ye-Bin Yoo (en)                             | 21 ans | Séoul             |
| Miss Costa Rica                | Karina Ramos Leitón (es)                    | 20 ans | Heredia           |
| Miss Croatie                   | Ivana Mišura (en)                           | 24 ans | Zagreb            |
| Miss Curaçao                   | Laurien Angelista (en)                      | 27 ans | Willemstad        |
| Miss Égypte                    | Lara Debbanne                               | 20 ans | Le Caire          |
| Miss Équateur                  | Silvia Alejandra Argudo Intriago (en)       | 21 ans | Manabi            |
| Miss Espagne                   | Desirée Cordero Ferrer (en)                 | 21 ans | Séville           |
| Miss États-Unis                | Nia Sanchez                                 | 24 ans | Las Vegas         |
| Miss Éthiopie                  | Hiwot Mamo                                  | 24 ans | Addis-Abeba       |
| Miss Finlande                  | Bea Toivonen (en)                           | 21 ans | Jyväskylä         |
| Miss France                    | Camille Cerf                                | 20 ans | Coulogne          |
| Miss Gabon                     | Maggaly Omrnelia Emmanuelle Nguema (en)     | 21 ans | Libreville        |
| Miss Géorgie                   | Ana Zubashvili (en)                         | 20 ans | Tbilissi          |
| Miss Ghana                     | Abena Appiah                                | 21 ans | Accra             |
| Miss Grande-Bretagne           | Grace Levy                                  | 24 ans | Titchfield (en)   |
| Miss Grèce                     | Ismini Dafopoulou (en)                      | 22 ans | Athènes           |
| Miss Guam                      | Brittany Bell (en)                          | 27 ans | Barrigada         |
| Miss Guatemala                 | Ana Luisa Montúfar Urrutía (en)             | 20 ans | Guatemala         |
| Miss Guyana                    | Niketa Barker (en)                          | 24 ans | Georgetown        |
| Miss Haïti                     | Christie Désir                              | 25 ans | Port-au-Prince    |
| Miss Honduras                  | Gabriela Ordóñez (en)                       | 22 ans | Comayagua         |
| Miss Hongrie                   | Henrietta Kelemen (en)                      | 21 ans | Budapest          |
| Miss Îles Turques-et-Caïques   | Shanice Williams (en)                       | 20 ans | Grand Turk        |
| Miss Îles Vierges britanniques | Rosanna Chichester (en)                     | 22 ans | Road Town         |
| Miss Inde                      | Noyonita Lodh (en)                          | 21 ans | Bengaluru         |
| Miss Indonésie                 | Elvira Devinamira Wirayanti                 | 20 ans | Surabaya          |
| Miss Irlande                   | Lisa Madden (en)                            | 22 ans | Cork              |
| Miss Israël                    | Doron Matalon (en)                          | 19 ans | Beersheba         |
| Miss Italie                    | Valentina Bonariva (en)                     | 25 ans | Lecco             |
| Miss Jamaïque                  | Kaci Fennell (en)                           | 21 ans | Kingston          |
| Miss Japon                     | Keiko Tsuji (en)                            | 20 ans | Nagasaki          |
| Miss Kazakhstan                | Aïday Issaïeva (en)                         | 25 ans | Almaty            |
| Miss Kenya                     | Gaylyne Ayugi (en)                          | 20 ans | Nairobi           |
| Miss Kosovo                    | Mirjeta Šalja (en)                          | 20 ans | Vučitrn           |
| Miss Liban                     | Saly Greige (en)                            | 25 ans | District du Koura |
| Miss Lituanie                  | Patricija Belousova (en)                    | 19 ans | Vilnius           |
| Miss Malaisie                  | Sabrina Beneett (en)                        | 23 ans | Ipoh              |
| Miss Maurice                   | Pallavi Gungaram (en)                       | 19 ans | Port Louis        |
| Miss Mexique                   | Josselyn Azzeneth Garciglia Bañuelos (en)   | 23 ans | La Paz            |
| Miss Nicaragua                 | Marline Barberena                           | 26 ans | Chichigalpa       |
| Miss Nigeria                   | Queen Celestine (en)                        | 22 ans | Edo               |
| Miss Norvège                   | Élise Dalby Grønnesby (en)                  | 18 ans | Hamar             |
| Miss Panama                    | Yomatzy Maurineth Hazlewood de la Rosa (en) | 23 ans | Panama            |
| Miss Paraguay                  | Sally Jara (en)                             | 20 ans | Luque             |
| Miss Pays-Bas                  | Yasmin Verheijen                            | 19 ans | Amsterdam         |
| Miss Pérou                     | Jimena Rumini Espinoza Vecco (en)           | 24 ans | Lima              |
| Miss Philippines               | Mary Jean Lastimosa (en)                    | 25 ans | Tulunan           |
| Miss Pologne                   | Marcela Chmielowska (en)                    | 23 ans | Nowy Sącz         |
| Miss Porto Rico                | Gabriela Berrios Pagan (en)                 | 22 ans | San Juan          |
| Miss Portugal                  | Patricia Da Silva (en)                      | 24 ans | Espinho           |
| Miss République dominicaine    | Kimberly Altagracia Castillo Mota (en)      | 26 ans | Higüey            |
| Miss République tchèque        | Gabriela Franková (en)                      | 19 ans | Brno              |
| Miss Russie                    | Yulia Alipova                               | 23 ans | Balakovo          |
| Miss Sainte-Lucie              | Roxanne Didier Nicholas (en)                | 23 ans | Castries          |
| Miss Salvador                  | Claudia Patricia Murillo Ramos (en)         | 21 ans | Juayúa            |
| Miss Serbie                    | Anđelka Tomašević (en)                      | 21 ans | Belgrade          |
| Miss Singapour                 | Rathi Menon (en)                            | 23 ans | Singapour         |
| Miss Slovaquie                 | Silvia Prochádzková (en)                    | 21 ans | Bratislava        |
| Miss Slovénie                  | Urška Bračko (en)                           | 21 ans | Maribor           |
| Miss Sri Lanka                 | Avanti Marianne Page (en)                   | 24 ans | Colombo           |
| Miss Suède                     | Camilla Hansson (en)                        | 25 ans | Stockholm         |
| Miss Suisse                    | Zoé Metthez (en)                            | 20 ans | Neuchâtel         |
| Miss Tanzanie                  | Nale Boniface (en)                          | 23 ans | Dar es Salaam     |
| Miss Thaïlande                 | Pimbongkod Chankaew (en)                    | 20 ans | Bangkok           |
| Miss Trinité-et-Tobago         | Jevon Iola King (en)                        | 24 ans | Diego Martin      |
| Miss Turquie                   | Dilan Çiçek Deniz (en)                      | 19 ans | Sivas             |
| Miss Ukraine                   | Diana Harkoucha (en)                        | 20 ans | Kharkiv           |
| Miss Uruguay                   | Johana Riva Garabetian (en)                 | 23 ans | Montevideo        |
| Miss Venezuela                 | Migbelis Lynette Castellanos Romero (en)    | 18 ans | Cabimas           |

## Déroulement de la cérémonie

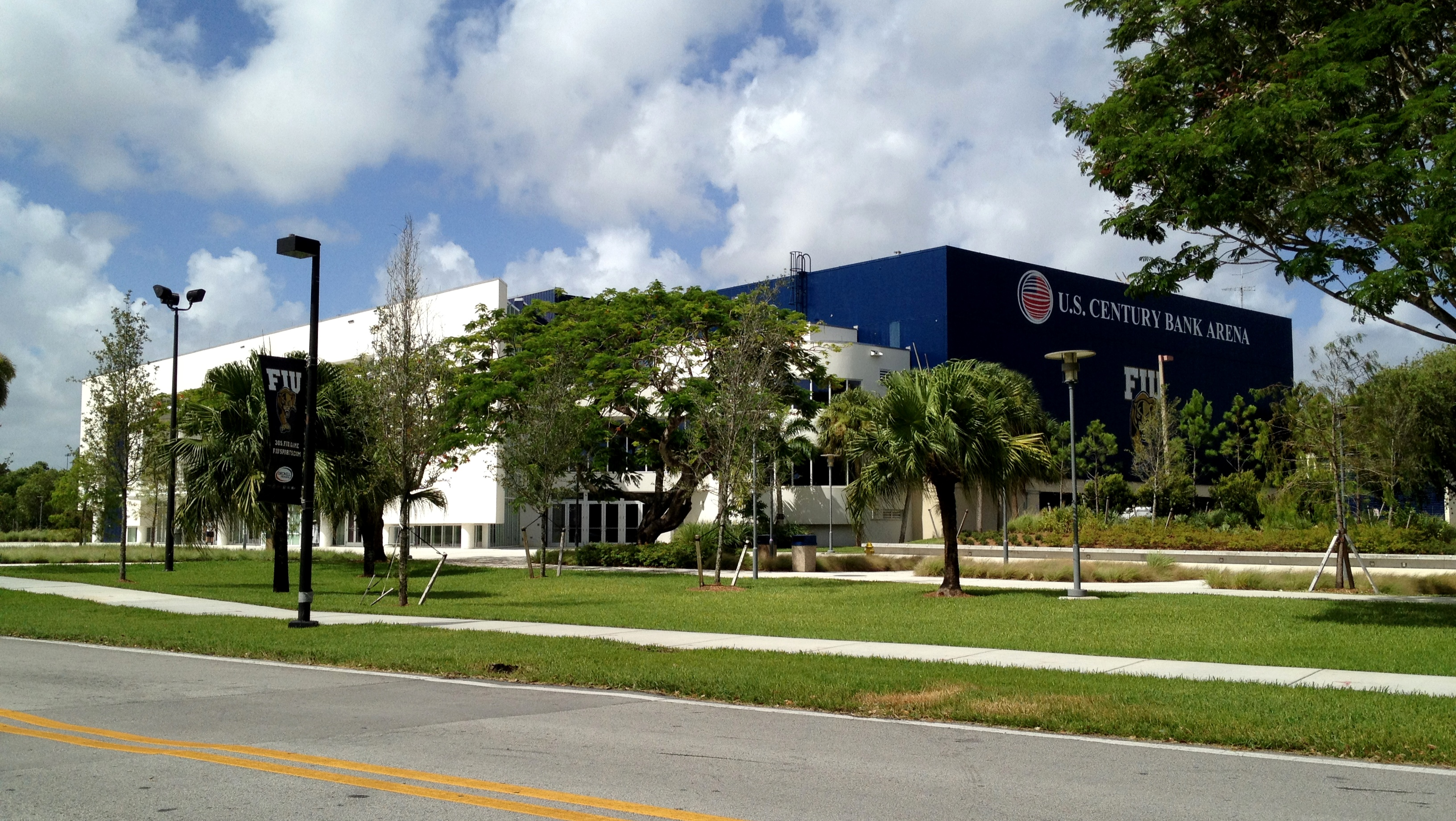
LUniversité Internationale de la Floride, salle de l'élection.

### Classement

#### Premier tour
- Miss Colombie ;
- Miss Italie ;
- Miss Inde ;
- Miss France ;
- Miss États-Unis ;
- Miss Indonésie ;
- Miss Venezuela ;
- Miss Espagne ;
- Miss Philippines ;
- Miss Argentine ;
- Miss Jamaïque ;
- Miss Ukraine ;
- Miss Brésil ;
- Miss Pays-Bas ;
- Miss Australie.

#### Deuxième tour
- Miss Jamaïque ;
- Miss Colombie ;
- Miss Ukraine ;
- Miss Argentine ;
- Miss Philippines ;
- Miss Espagne ;
- Miss Pays-Bas ;
- Miss Venezuela ;
- Miss Australie ;
- Miss États-Unis.

#### Troisième tour
- Miss États-Unis ;
- Miss Pays-Bas ;
- Miss Ukraine ;
- Miss Jamaïque ;
- Miss Colombie.

### Prix spéciaux
| Prix                      | Gagnante                                     |
| ------------------------- | -------------------------------------------- |
| Prix de la Robe Nationale | Miss Indonésie – Elvira Devinamira Wirayanti |
| Prix de la Sympathie      | Miss Nigeria – Queen Celestine               |
| Prix de la Photogénie     | Miss Porto Rico – Gabriela Berrios           |

## Observations